# شهرستان ملادا بولسلاو
ناحیهٔ ملادا بولسلاو (به چکی: Mladá Boleslav District) یک ناحیه در جمهوری چک است که در منطقه بوهمی مرکزی واقع شده‌است. ناحیهٔ ملادا بولسلاو ۱٬۰۲۲٫۸۳ کیلومتر مربع مساحت و ۱۱۵٬۳۷۹ نفر جمعیت دارد.